# United States Marine Band

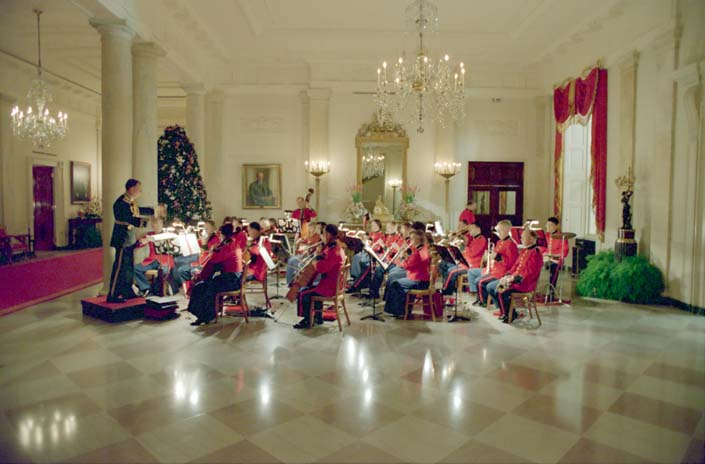
Le "President's Own" dans le Hall d'entrée de la Maison-Blanche.

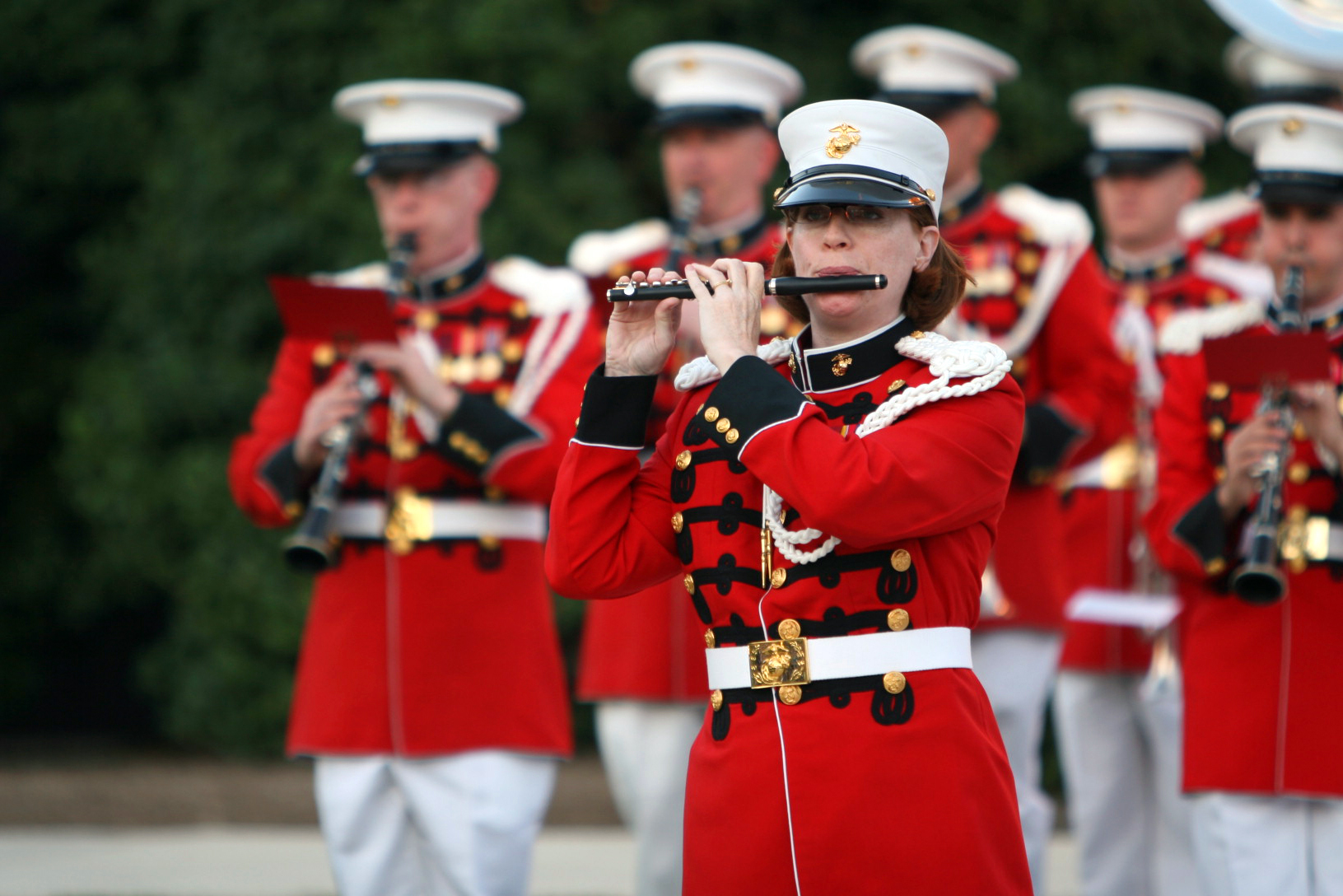
Au premier plan, une joueuse de piccolo.

L'United States Marine Band, couramment appelé "The President's Own" (la propriété du Président), est une unité de musique du Corps des Marines des États-Unis. Il a été créé par un acte du Congrès le 11 juillet 1798 et est la plus ancienne organisation musicale professionnelle américaine. L'US Marine Band est la seule unité musicale à porter le titre de "The President’s Own" et sa mission est de jouer pour le Président des États-Unis et le  Commandant du Corps des Marines. Aujourd'hui, le "The President's Own" comprend également un orchestre de chambre et des ensembles de chambre. Le band est distinct d'une unité sœur, le Drum and Bugle Corps, couramment appelée "The Commandant's Own".
Il y a douze bands actifs dans le corps des Marines, tous composé de Marines qui ont suivi le camp d'entrainement des recrues, puis la "A" school de l'École de musique de la marine à Norfolk.
The Président's Own est une unité militaire. Ses membres sont des soldats d'active servant pour un contrat de quatre ans chez les Marines, cependant ils ne suivent pas l'entrainement des Marines.
L'U.S. Marine Band fait ses premiers enregistrements pour phonographe dès 1890 pour le label Columbia avec les titres The Washington Post March, The Thunderer et Semper Fidelis. Ils gravent 229 morceaux pour la firme entre 1890 et 1892.

## Sources
- (en) Cet article est partiellement ou en totalité issu de l’article de Wikipédia en anglais intitulé « United States Marine Band » (voir la liste des auteurs).